# Raja Žádníková
Raja Žádníková (25. srpna 1929 Tel Aviv, Izrael – 17. prosince 2020), rozená Engländerová (provdaná Lodinová, někdy uváděna jako Raja Lodinová-Žádníková) byla lékařka (pediatrička a neonatoložka) působící 53 let v Ústavu pro péči o matku a dítě v pražském Podolí, kde se zabývala otázkami vývoje imunitního systému u nedonošených dětí a dětí do 3. měsíce věku. Byla autorka odborných publikací z oboru pediatrie a neonatologie. Raja Žádníková je řazena mezi průkopníky využití probiotik v prevenci a léčbě infekcí a alergií u dětí.

## Život

### Rodinný původ
Raja Žádníková se narodila do židovské rodiny jako Raja Engländerová dne 25. srpna 1929 v Tel Avivu v tehdejší britské Mandátní Palestině. Její otec strojní inženýr Ing. Artur Engländer (* 16. ledna 1891) pocházel z Prahy, byl manuálně zručný a ve volném čase se věnoval pasní loutkových divadelních her. Do Palestiny odjel poté, co v Praze nemohl sehnat práci. Rajina matka Rakušanka Růžena Engländerová (* 25. května 1897 Vídeň) pocházela z Vídně a původní profesí byla učitelka. Do Palestiny přijela se skupinou dalších osob za prací. Rodiče Raji se tedy poznali až v britské Palestině, v Tel Avivu se uskutečnila jejich svatba a krátce po narození dcery Raji se v roce 1930 novomanželé Engländerovi přestěhovali do Prahy, kde bydleli v Letohradské ulici na Letné. V rodině se mluvilo česky a německy. V Praze také začala Raja chodit do školy.

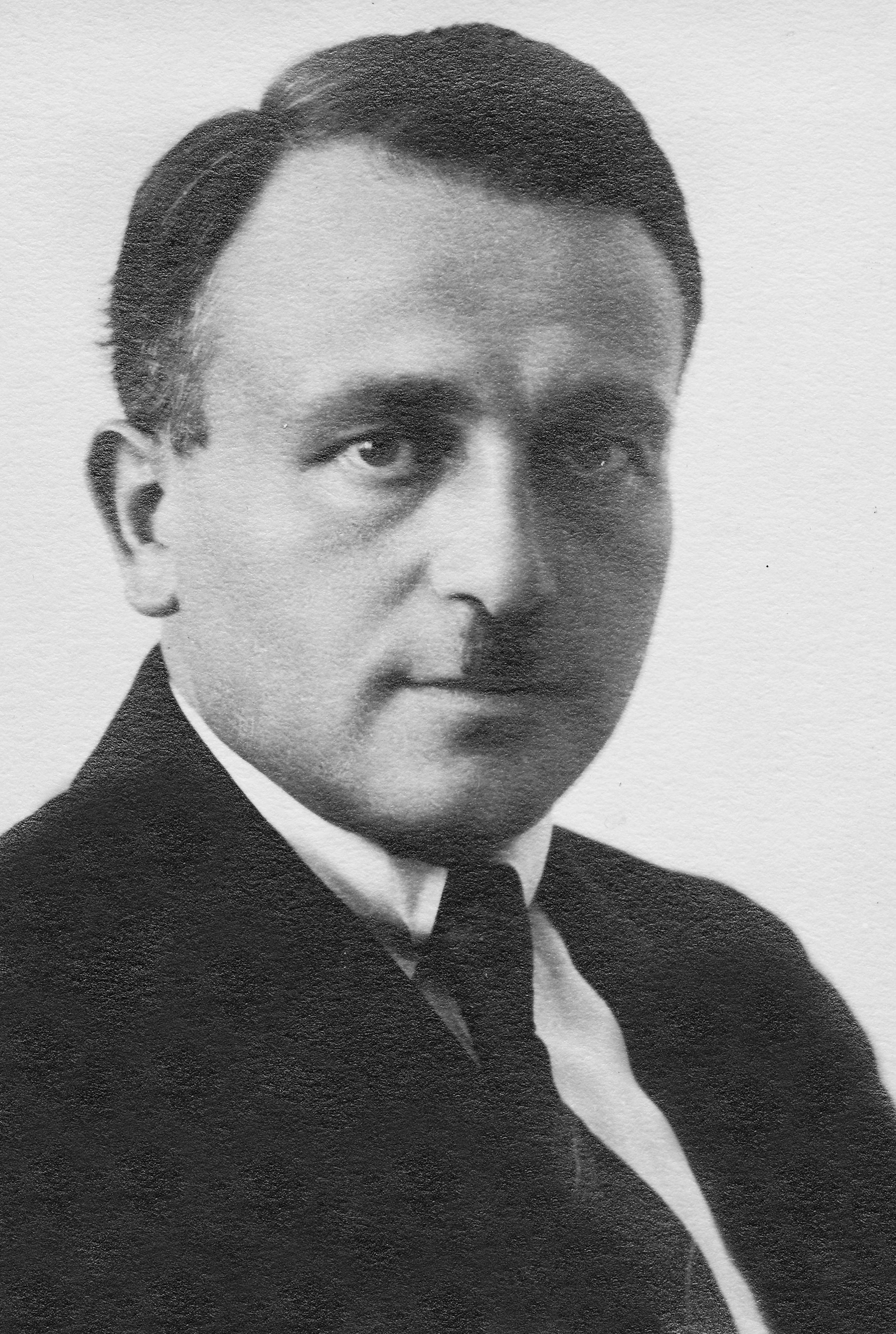
Otec Raji Engländerové – Ing. Artur Engländer (* 1891)[p. 2]
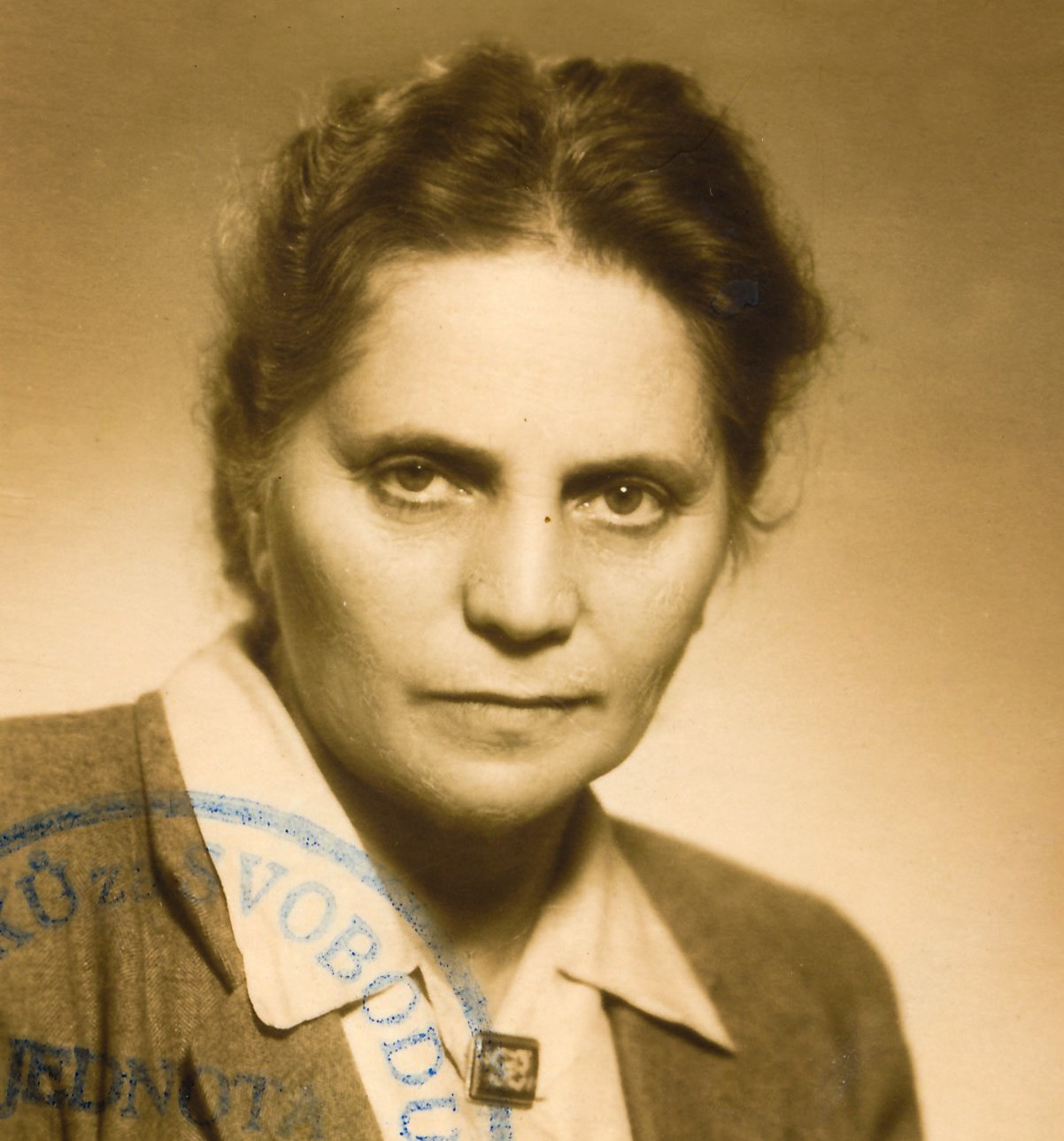
Matka Raji Engländerové – učitelka Růžena Engländerová (* 1897)[p. 3]
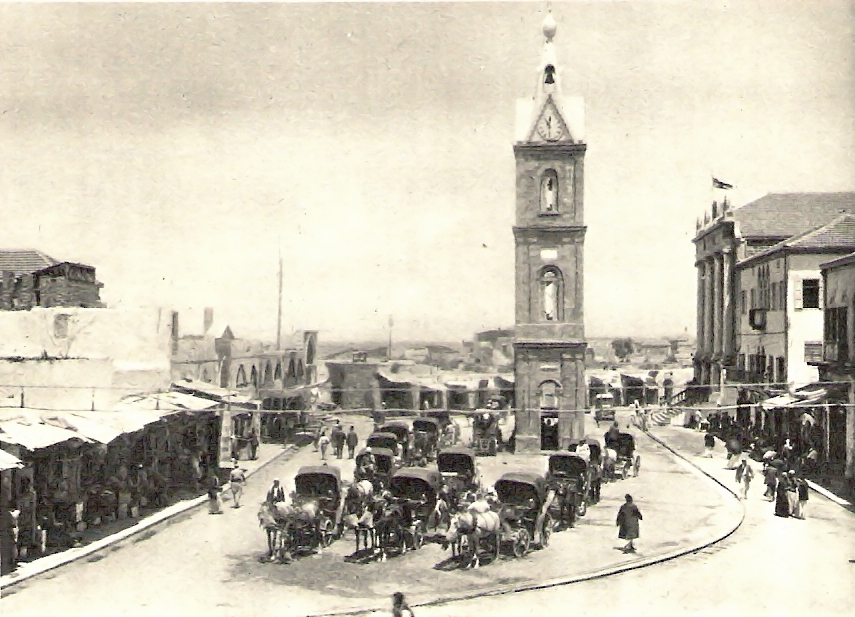
Clock Tower v Tel Avivu (Jafa) v roce 1939, kdy se narodila Raja Engländerová
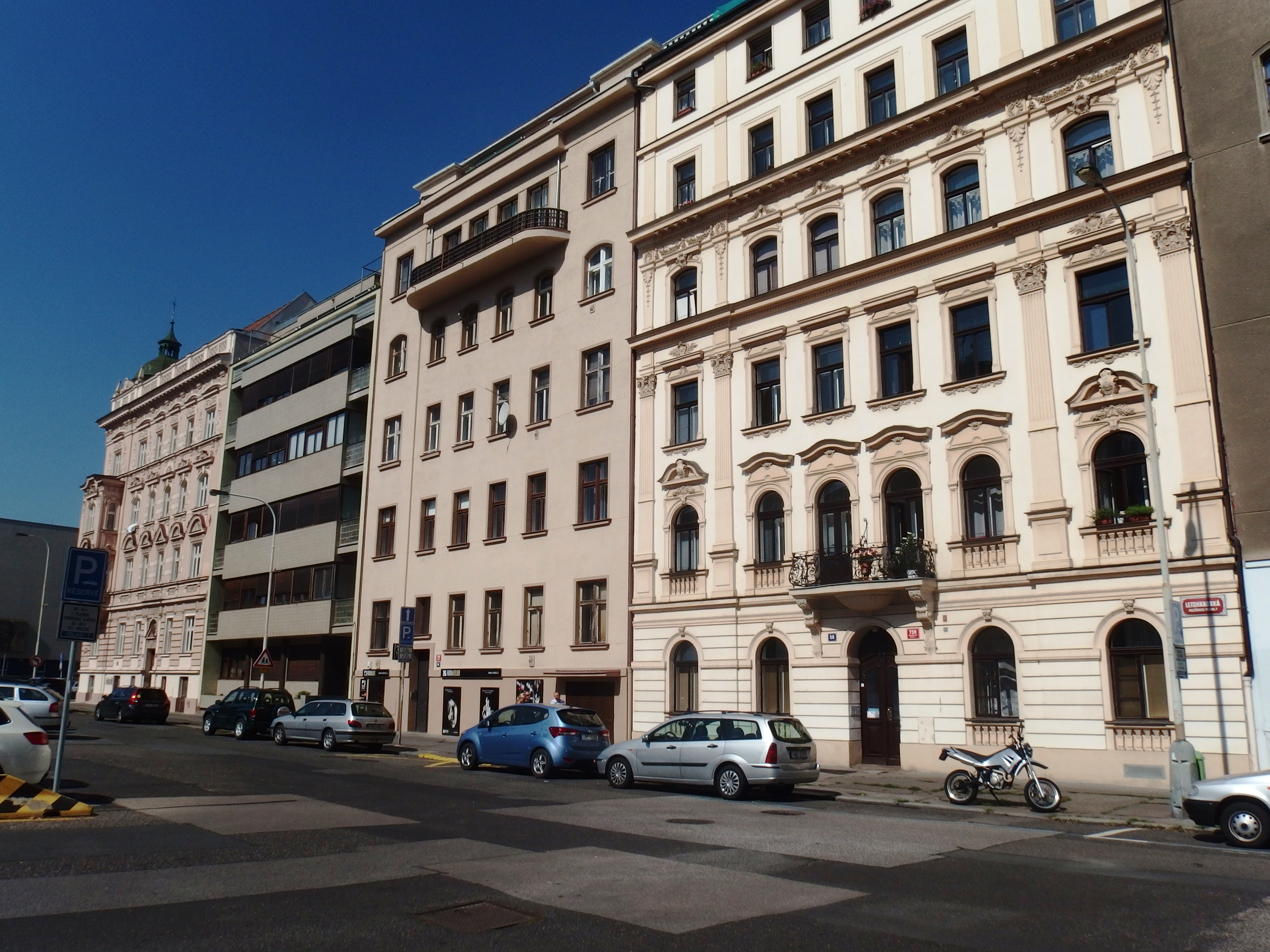
Letohradská ulice na Letné v Praze (foto rok 2016), kde po roce 1930 novomanželé Engländerovi bydleli
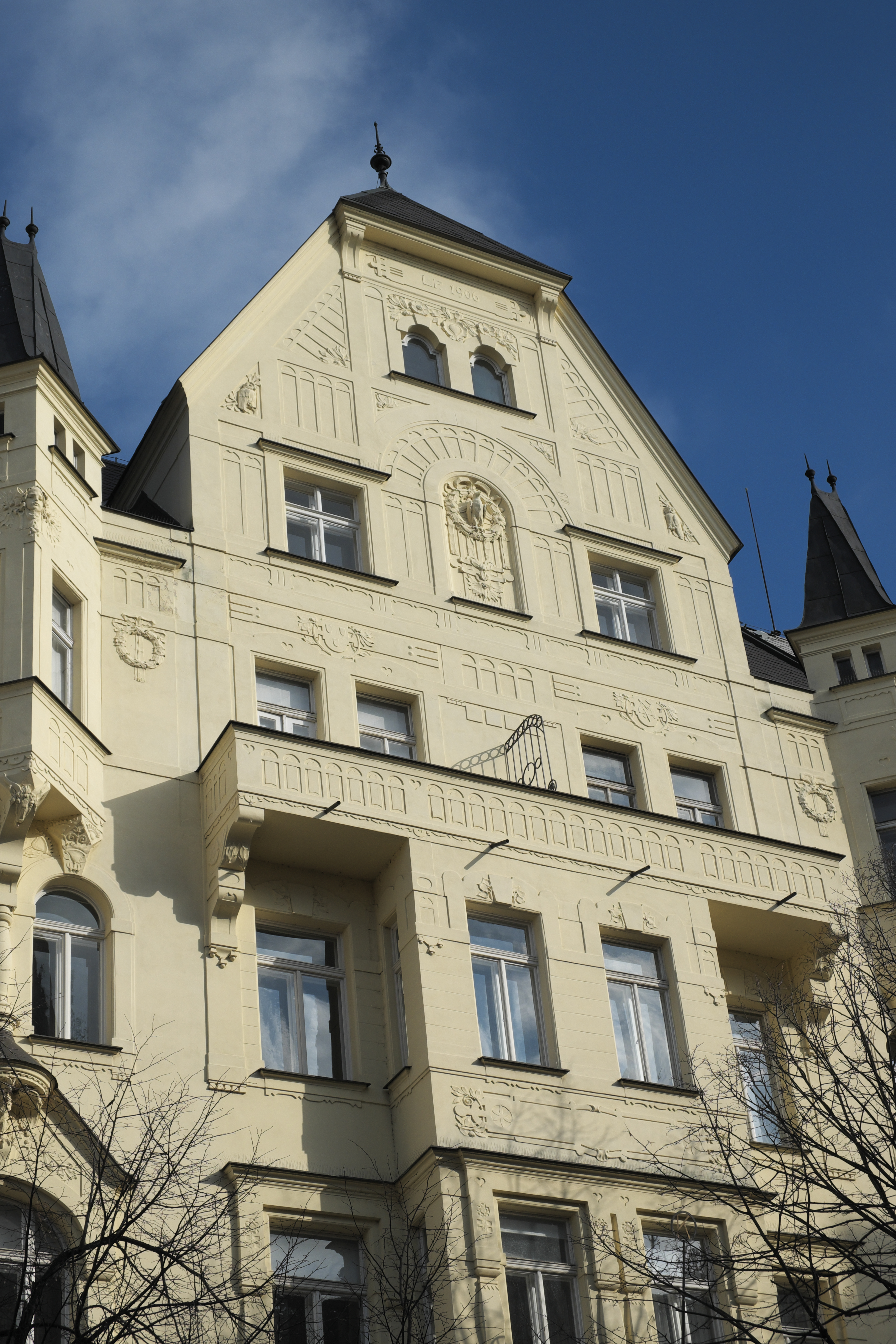
Pařížská ulice číslo 20 (foto rok 2018) odkud byli Engländerovi deportováni[p. 1]

### Protektorát

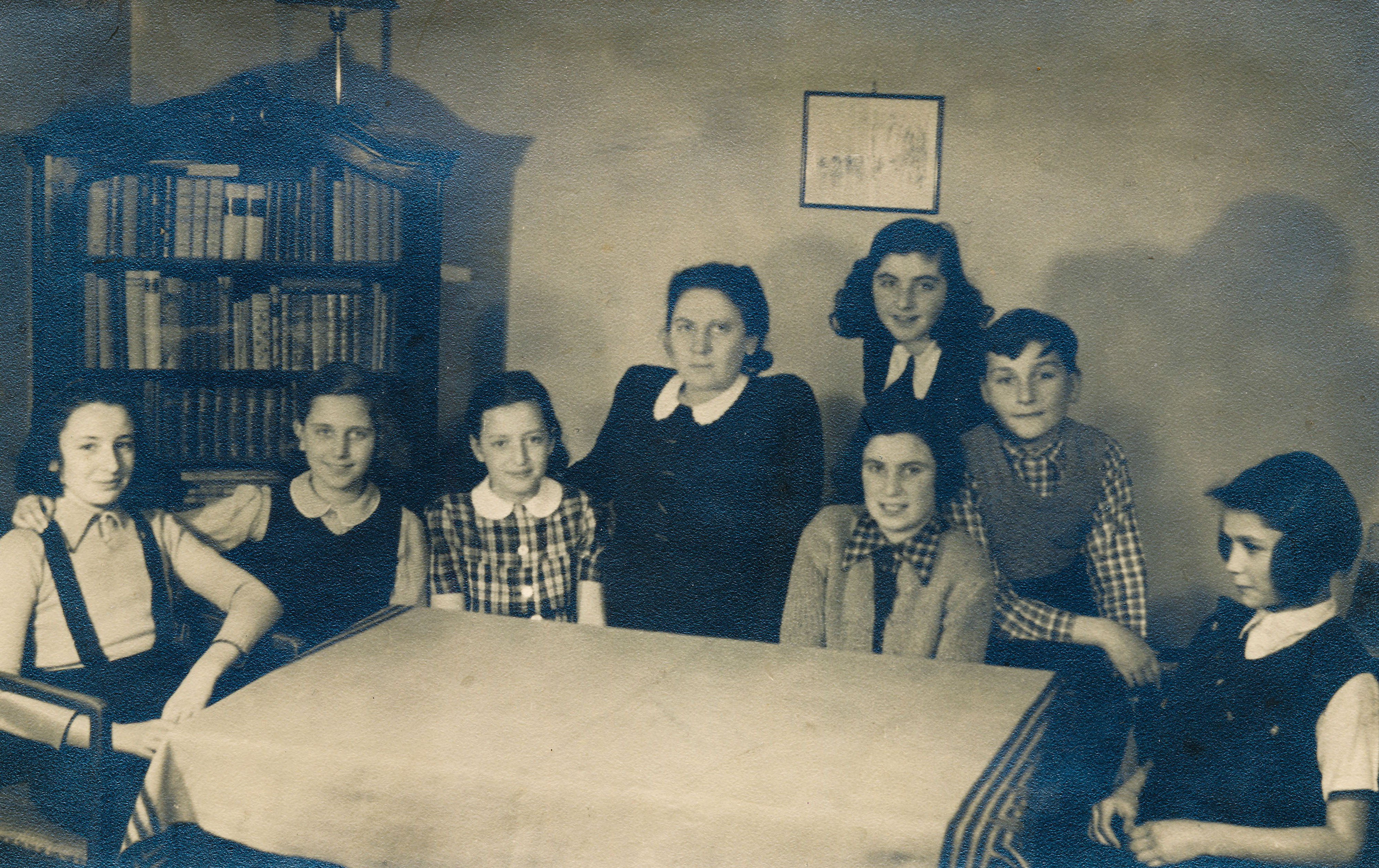
Utajená domácí výuka (školní rok 1940/1941) židovských dívek po zavedení Norimberských zákonů. (Raja Engländerová je druhá zleva)

Po nastolení Protektorátu Čechy a Morava (po 15. březnu 1939) a zahájení platnosti Norimberských zákonů (po 21. června 1939) nemohla Raja navštěvovat školu a ve školním roce 1940/1941 se učila v soukromí doma ve skupině devíti židovských dívek. Domácí učitelka docházela do rodiny tajně a kroužek dívek učila bez učebnic, které nebyly k dispozici.
Dne 30. ledna 1942 musela celá rodina Engländerových nastoupit do transportu směr Terezín. V Terezíně byli evidováni následujícího dne tj. 31. ledna 1942. První rok v Terezíně strávila dvanáctiletá Raja bez rodičů, byla ubytována v Hamburských kasárnách (v jednom pokoji bylo třicet dětí). Příděly jídla (půl chleba na týden a tuřín s občas i plesnivými bramborami; jednou týdně trochu masa a k tomu chléb) byly nedostatečné, děti spaly na zemi na slámě, nesměly se pohybovat jinde než na dvoře a trpěly hladem. První rok v ghettu byl ve znamení hladu, později pak bylo povoleno posílat internovaným do ghetta potravinové balíčky, které Raje a jejím rodičům zasílali jejich známí. Překonat nejhorší pomohla Raje četba knížek. Němci po roce provozu v Terezíně vytvořili z pevnostního města uzavřené židovské ghetto s volným pohybem vězněných. Se stejně starými dívkami bydlela Raja ve „žlutém domě“ (u kostela na terezínském náměstí, v domově číslo 25), na pokoji jich bylo jen 24 a spát dívky mohly na třípatrových kavalcích. Vedoucí tohoto domu byla její matka Růžena. Její perfektní rakouská němčina, kterou hovořila s příslušníky SS ji v této funkci byla výhodou a s její pomocí se jí podařilo odvrátit i riskantní prohlídky ve „žlutém domě“ (např. když se příslušníci SS pokoušeli nalézt v budově ukrytou ilegální vysílačku).
Během nuceného pobytu v ghettu onemocněla Raja tyfem a musela být přemístěna na marodku na přísnou izolaci k ostatním asi 50 nemocným v karanténě zřízeném v bývalém skladišti (v dlouhé místnosti bez oken jen se slabým umělým světlem). Toto těžké období plné letargie ji pomáhaly překonat otcovy dopisy s matematickými příklady, které tam řešila. Vyřešené úlohy pak posílala otci zpět a tato pravidelná korespondence ji udržovala v bdělosti a duševní čilosti až do doby, než se úplně uzdravila.
Pokud internované děti v terezínském ghettu dovršily 14 let, byly přidělovány na práci. Raja pracovala ve skupině, která se starala o zeleninové a ovocné zahrady mimo ghetto, odkud se dalo občas pronést do ghetta na přilepšenou nějaké ovoce (jablko) nebo zeleninu (mrkev). Pracovní zařazení v zahradách skýtalo i jistou imunitu před zařazením do transportů, protože Němci usilovali o vytvoření stabilního a sehraného kolektivu „zahradníků“.
I v terezínském ghettu probíhala (i přes přísný zákaz, neboť byl povolen jen zpěv a kreslení) večer (po 12 hodinové práci na poli) tajně výuka dětí a mládeže. Byla to určitá forma odboje. Když dětské hlídky zaznamenaly blížící se příslušníky SS, začalo se okamžitě zpívat.
Od nástupu do posledního transportu vypravovaného z Terezína zachránila její matku Růženu chladnokrevnost a sporadický projev soucitu u dozorujících příslušníků SS, takže obě zůstaly v Terezíně, kde se dočkaly osvobození Rudou armádou 8. května 1945. V Terezíně prožila Raja celkem 3,5 roku.
Druhou světovou válku nepřežil její otec Artur, její babička a dědeček i většina židovských přátel rodiny Engländerových. Na podzim 1944 byl Rajin otec transportován z Terezína do koncentračního tábora v Osvětimi a později do koncentračního tábora v Dachau, kde zahynul. Rajina matka Růžena zůstala v Terezíně ještě další 4 měsíce, protože se tam starala o osiřelé děti, které byly následně umisťovány do rodin příbuzných, které bylo nutno vyhledávat a kontaktovat.

### Štiřín, Praha
Raja opustila Terezín po jeho osvobození ještě než byla vyhlášena karanténa kvůli epidemii břišního tyfu, která se tam na samém konci druhé světové války rozšířila. Humanitární pracovník Přemysl Pitter odvezl část dětí (včetně Raji) na ozdravný pobyt do sanatoria v zámku Štiřín, kde ale Raja nezůstala dlouho. Spolu se svojí kamarádkou v létě 1945 z léčebného pobytu utekly do Prahy, kde se obě dívky intenzivně snažily o návrat do školy. Po útěku ze Štiřína nastoupila v Praze šestnáctiletá Raja v roce 1945 do gymnázia Sladkovského na pražském Žižkově. Ke studiu ji přijal tehdejší ředitel Prokeš s tím, že termíny pro složení rozdílových zkoušek jí byly odloženy. Kromě studia řešila Raja i problém s bydlením. V této době byla nucena žít několik měsíců v Praze bez domova (na ulici, na nádraží, na lavičkách v parku) a stravovat se ve vývařovnách zřízených pro osoby, které se vracely z koncentračních táborů. Nějaký čas potom pobývala u své kamarádky poté, co se její matka vrátila do Prahy a získala byt. Na konci léta 1945 se vrátila z Terezína i Rajina matka Růžena. Byl jí přidělen k dispozici vybydlený byt po vojácích (v dezolátním stavu) v Praze Holešovicích, kam se i s Rajou uchýlila. Zatímco perfektní rakouská němčina Rajiny matky Růženy byla v Terezíně nespornou výhodou, v poválečné Praze byla problematická a tak Růžena nastoupila ke studiu do kurzu češtiny na univerzitě.

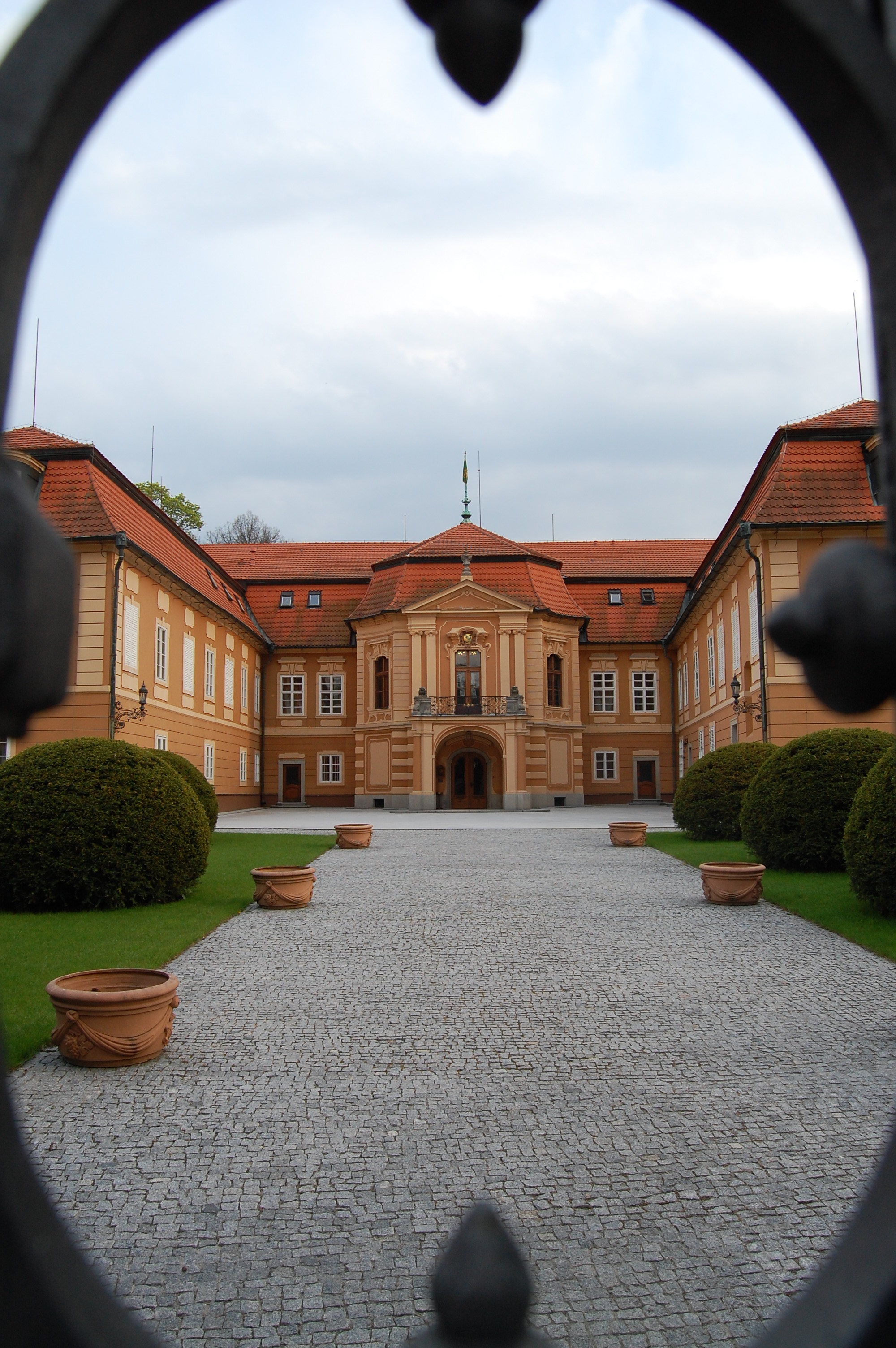
Zámek Štiřín přeměněný na sanatorium, kde Přemysl Pitter organizoval ozdravné pobyty pro děti v letech 1945 až 1947
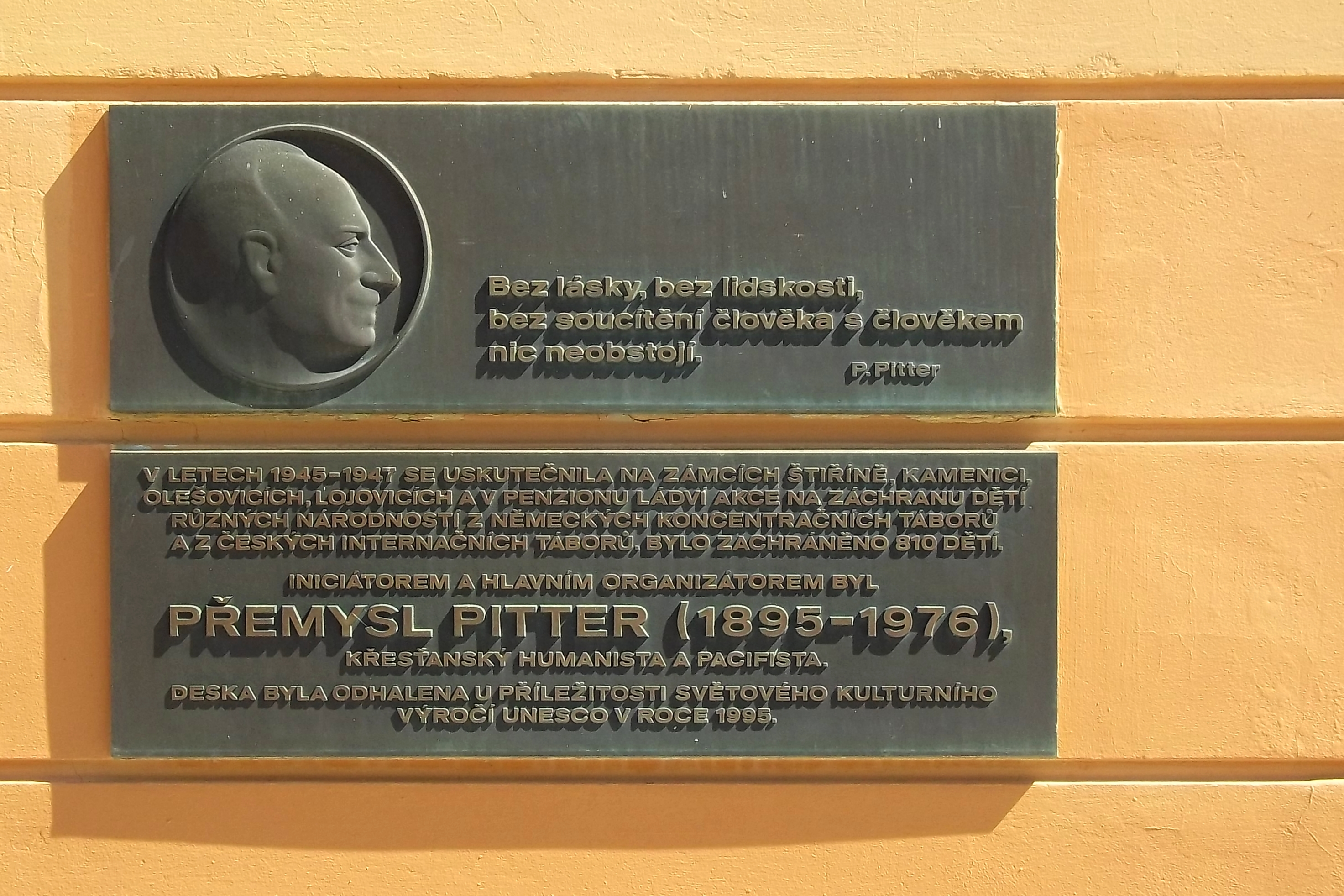
Pamětní deska věnována Přemyslu Pittrovi umístěná na zámku Štiřín připomíná jeho poválečné úsilí o záchranu dětí z německých koncentračních táborů a z českých internačních táborů
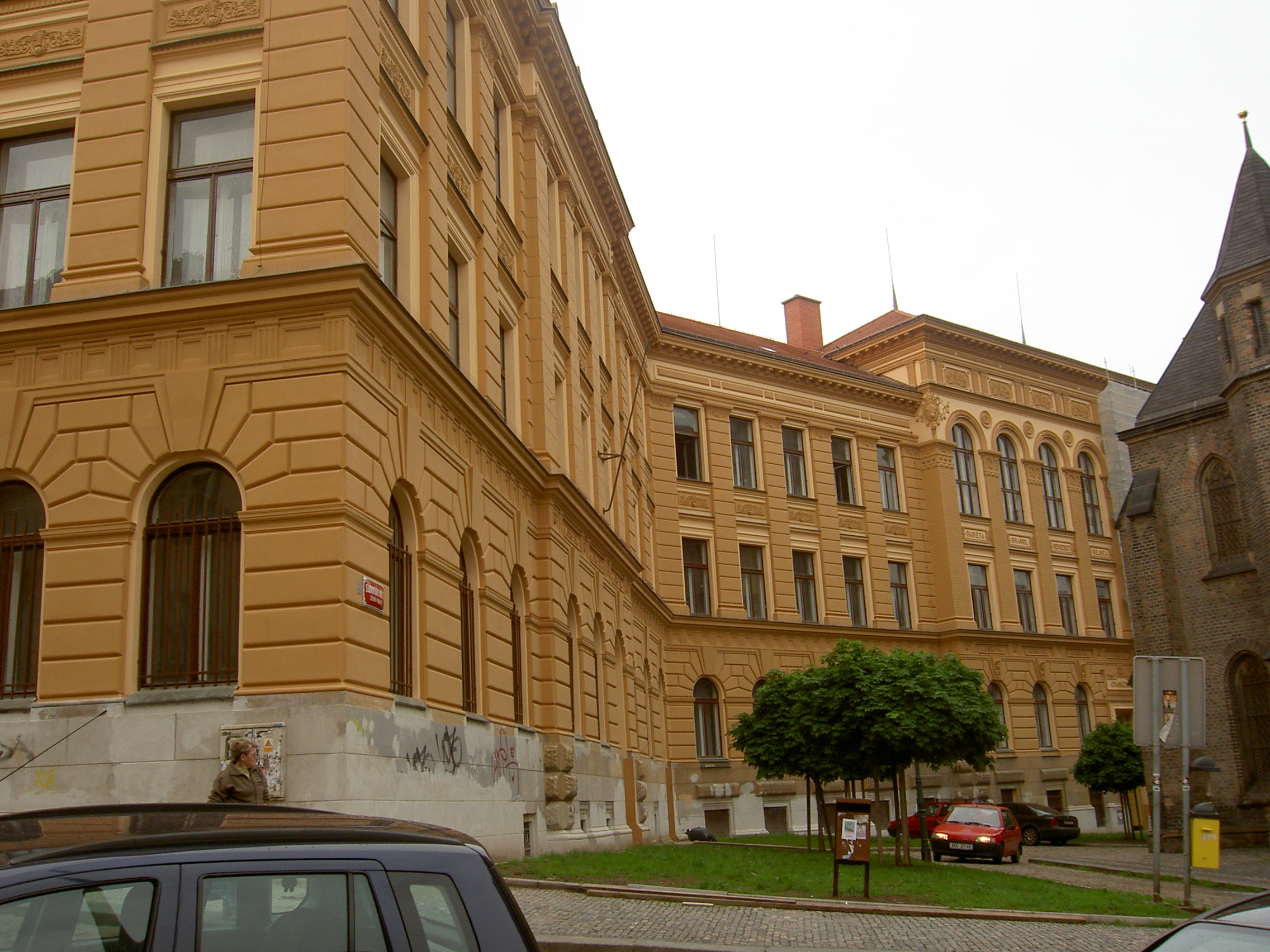
Budova žižkovského gymnázia Karla Sladkovského, kde Raja nastoupila ke studiu ihned po skončení druhé světové války

### Studia
Zhruba od roku 1943 se Raja chtěla stát lékařkou, po maturitě na gymnáziu absolvovala (v roce 1953) vysokoškolské studium medicíny na Lékařské fakultě Univerzity Karlovy v Praze se specializací na pediatrii. V roce 1957 složila atestaci z pediatrie I. stupně. Kandidátskou disertační práci na téma „Vliv lipopolysacharidu na některé ukazatele imunity u dětí.“ obhájila v roce 1962. V roce 1970 pak složila atestaci z pediatrie II. stupně. Od roku 1954 až do roku 2007 pracovala (cca 53 let) v Ústavu pro péči o matku a dítě v pražském Podolí. Odborně se zabývala otázkami vývoje imunitního systému u nedonošených dětí a dětí do 3. měsíce věku. V letech 1962 až 1963 pracovala současně v Imunologickém oddělení Mikrobiologického ústavu ČSAV.
Se svým prvním manželem se Raja seznámila během studií a v roce 1950 se za něj provdala. Ještě než dokončila svoje studia stala se v roce 1954 matkou své dcery Kateřiny a v roce 1955 přišel na svět její syn Michal. Dokončit náročné studium medicíny a skloubit je s výchovou malých dětí ji pomohla matka Růžena, která šla do předčasného důchodu, aby dceři umožnila v klidu dokončit studium, absolvovat aspiranturu a pak nastoupit do zaměstnání.

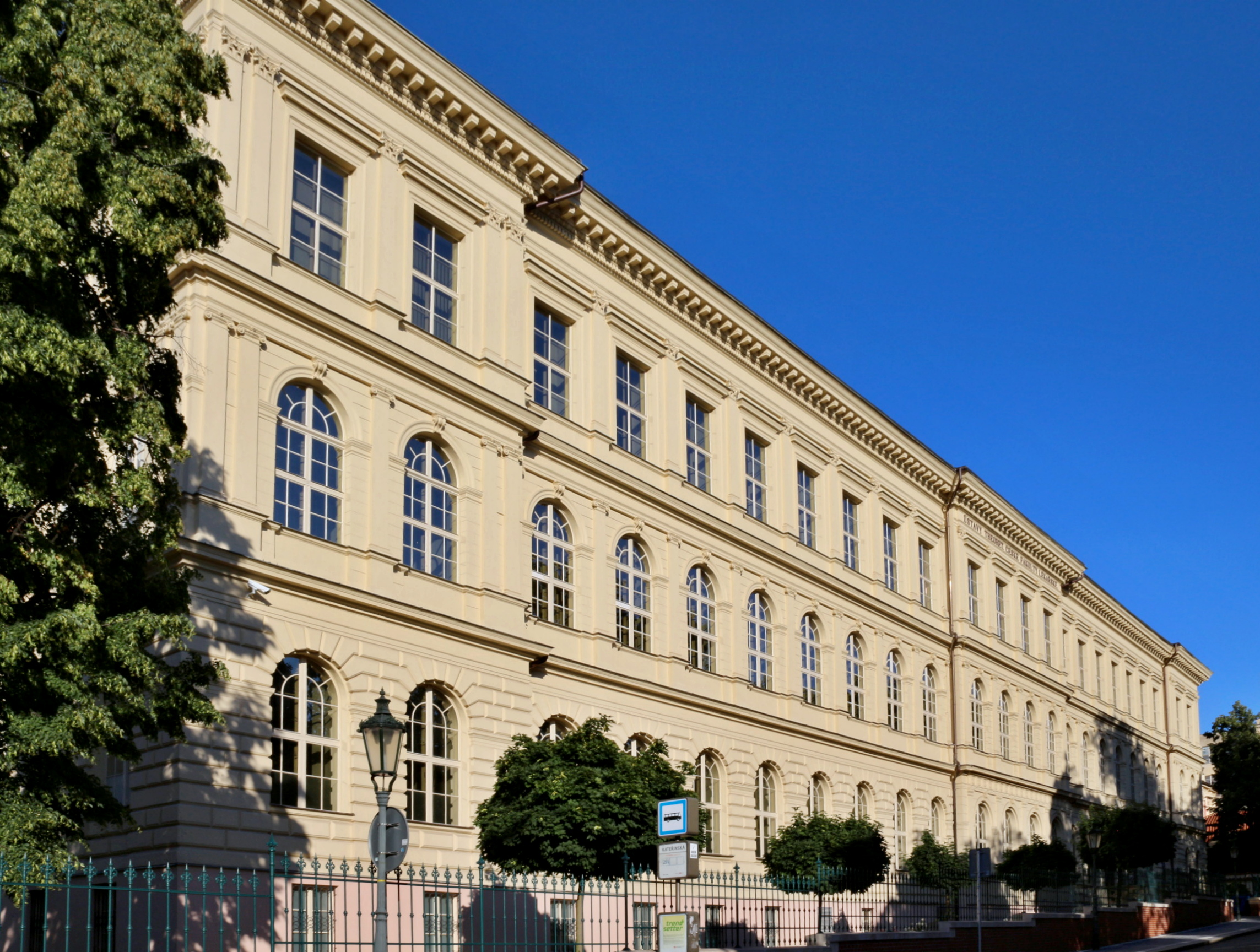
Jedna z budov Lékařské fakulty UK v Praze, kde Raja studovala medicínu
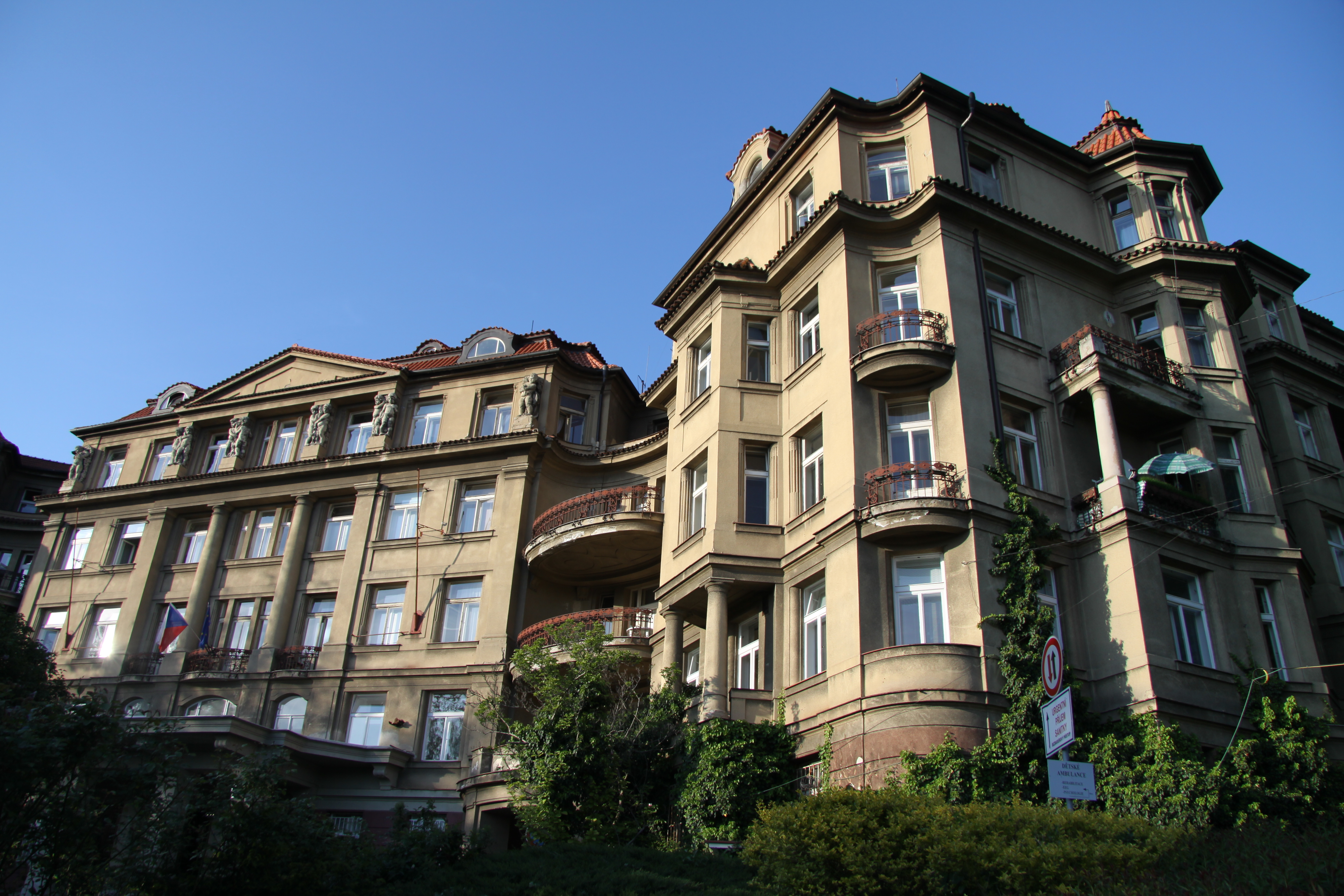
Ústav pro péči o matku a dítě, Podolí, Praha, kde Raja 53 let pracovala
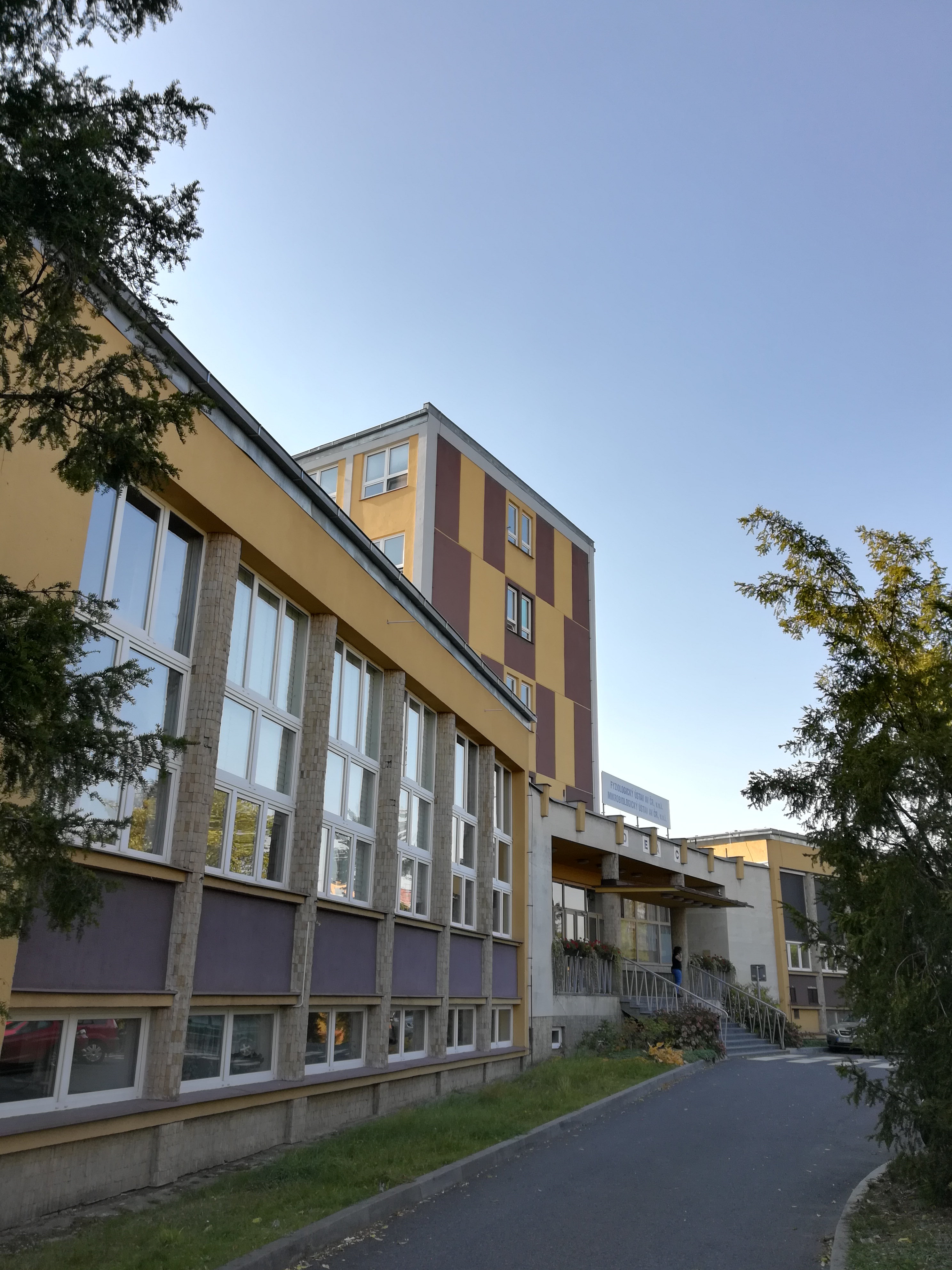
Mikrobiologický ústav Akademie věd České republiky, kde Raja v letech 1962–1963 také působila

### Začátky v zaměstnání

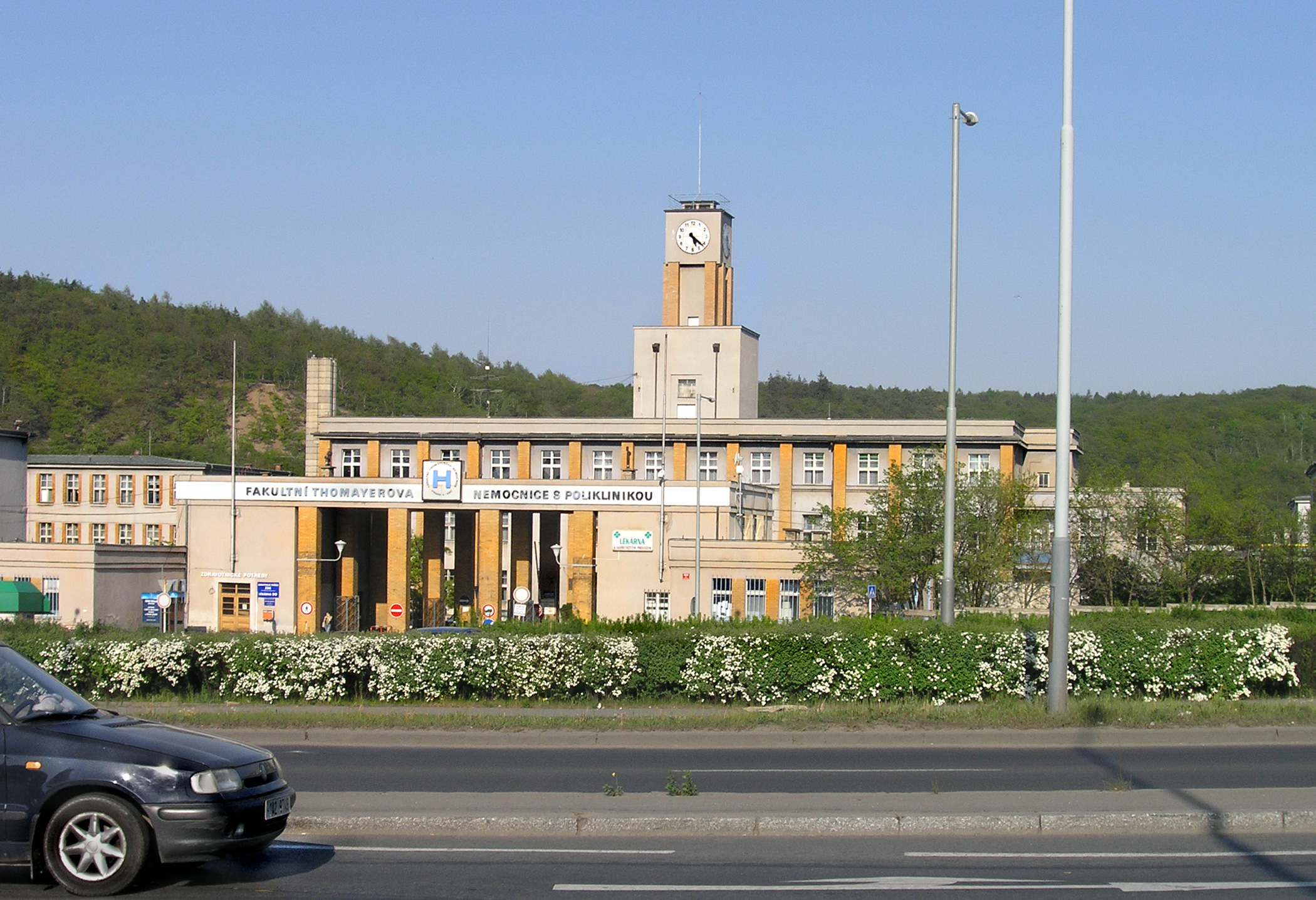
Thomayerova nemocnice v Krči (Praha 4) kde Raja začínala s doktorskou praxí

Její první zaměstnání jí bylo přiděleno na dětské oddělení do nemocnice v pražské Krči. Zde působila jeden rok a poté nastoupila do Ústavu pro péči o matku a dítě v Podolí, kde pracovala dalších 53 let (až do roku 2007). Do ústavu byly přijímány na zvláštní oddělení matky s novorozenci, které měly sociální problémy. Zde jim byla poskytnuta komplexní a bezplatná péče s tím, že zde zároveň probíhal výzkum a sledování vývoje imunitního systému novorozenců. Několikrát se Raje podařilo opustit komunistické Československo a účastnit se vědeckého kongresu, kde byl její výzkum ceněn hlavně pro fakt, že byl postaven na unikátní možnosti dlouhodobého sledování života novorozenců po dobu prvních 6 měsíců pod ústavním dohledem (což v rozvinuté kapitalistické cizině nešlo zorganizovat).

### Služebně v USA

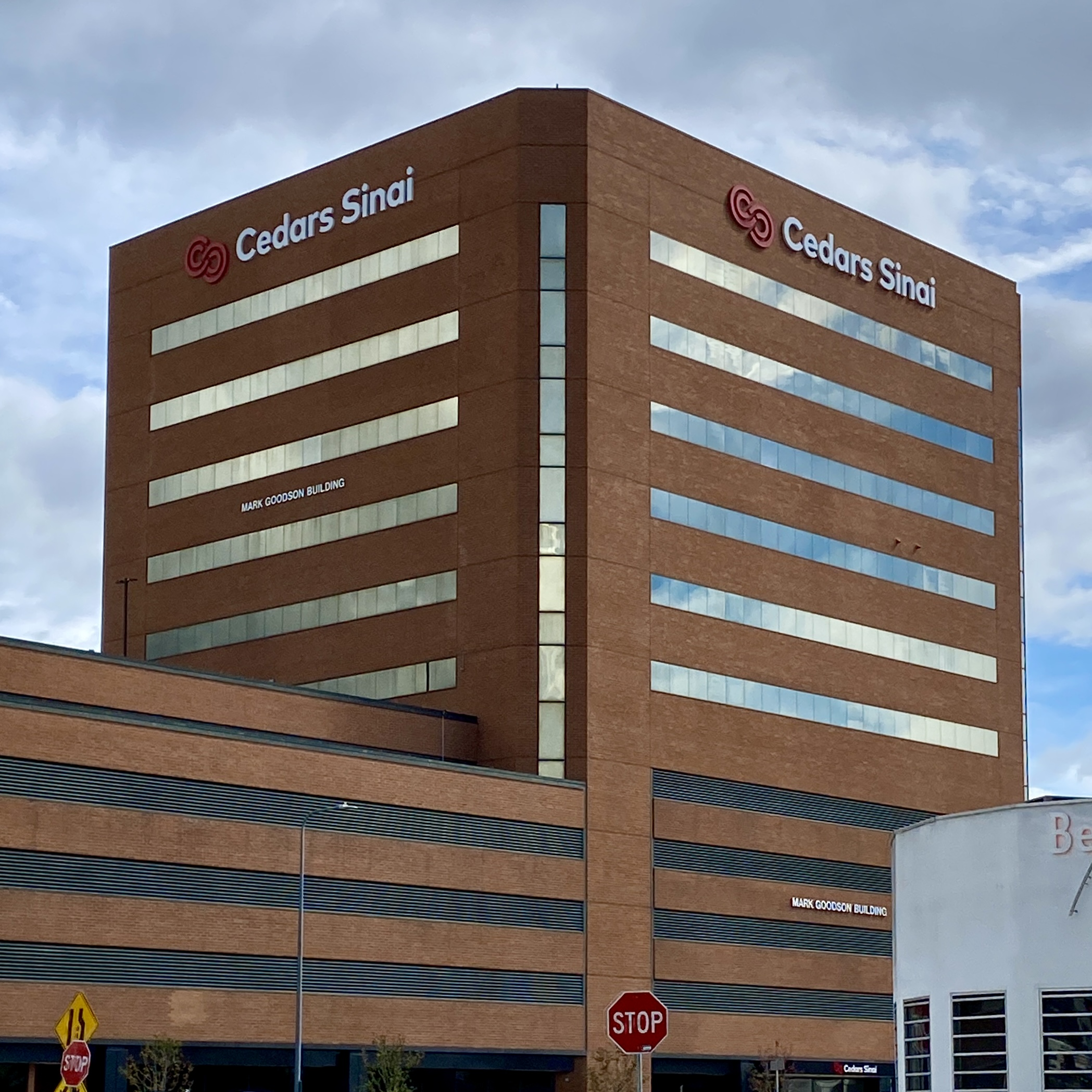
Cedars-Sinai Medical Center v Los Angeles, kde Raja absolvovala v letech 1968 až 1969 jednoroční stáž

Na jedné konferenci obdržela Raja nabídku na jednoroční pracovní pobyt (stáž na Cedars Sinai Medical Centre) v Los Angeles (California, USA) a v uvolňujících se poměrech konce 60. let 20. století se jí (v roce 1968) podařilo vycestovat s manželem a synem Michalem pracovně do Spojených států amerických. Její matka Růžena a dcera Kateřina musely zůstat v Praze. Odlet do USA se uskutečnil 17. srpna 1968 a pár dní po jejich příletu do Los Angeles se (21. srpna 1968) odehrála srpnová invaze vojsk armád Varšavské smlouvy do Československa. Podepsané pracovní smlouvy Raji i jejího manžela (získal v USA také práci) je zavazovaly zůstat, ale strach o matku a dceru v okupovaném Československu nakonec rozptýlila její přítelkyně informacemi, že se o dceru a matku nemusí strachovat. Po ročním pobytu v USA (Raja pracovala v nemocnici v Los Angeles) se všichni tři vrátili do Československa.

### Závěr
V roce 1979 se Raja provdala za svého druhého manžela Miloše Jiřího Žádníka. Po odborné stránce se věnovala výzkumu během něhož se jí podařilo vyvinout přípravek Colinfant působící proti střevním infekcím kojenců. Do starobního důchodu odešla Raja v roce 2007 (ve svých 78 letech) a ve věku 91 let zemřela 17. prosince 2020.

## Potomci
Rajin syn Michal Lodin je geolog. Odjel v roce 1982 do Kanady a zpět do Československa se vrátil až po sametové revoluci v listopadu 1989, našel si zde manželku a s ní se do Kanady opět vrátil. Po patnácti letech života v Kanadě se manželé Lodinovi přestěhovali do České republiky. Rajina dcera MUDr. Kateřina Henčlová žije v Novém Boru a ordinuje v České Lípě jako dětská neuroložka.

## Publikační činnost
- Lodinová, Raja: Kolibacilární infekce novorozenců a kojenců.
- Nejedlá, Zdeňka a Žádníková, Raja. Vývoj imunitních reakcí u dětí útlého věku. Vydání 1. Praha: Avicenum, zdravotnické nakladatelství, 1970; 238 stran. Hálkova sbírka pediatrických prací; 16.
- Škoda, Ctirad, Miler, Ivo a Žádníková, Raja. Psychiatrická nemocnost v praxi obvodního lékaře. Praha: Avicenum, 1976; 104, [1] stran. Novinky v medicíně; svazek 12.
- Žádníková, Raja. Vývoj imunity v závislosti na postkoncepčním věku a možnosti jejího ovlivnění. Časná diagnostika perinatálních infekcí. Praha: Iga MZ ČR, 1994 Přeruš. str. Závěrečná zpráva o řešení grantu Interní grantové agentury MZ ČR.
- ŽÁDNÍKOVÁ, Raja. Mateřské mléko a imunita (Imunologické vlastnosti mléka a význam kojení pro obranu novorozence) [online]. 1997-05-05 [cit. 2025-04-04]. Publikováno v časopise: Vesmír 76, 245, 1997/5. Dostupné online.
- Žádníková, Raja. Prevence nosokomiálních nákaz u nedonošených a rizikových novorozenců ošetřováním v chráněném prostředí. Praha: Iga MZ ČR, 1998; Přeruš. str. Závěrečná zpráva o řešení grantu Interní grantové agentury MZ ČR.
- Žádníková, Raja et al. Prevence alergie u dětí alergických matek perorálním osídlením probiotickým kmenem E. coli po narození. Praha: Iga MZ ČR, 2006; Přeruš. str. Závěrečná zpráva o řešení grantu Interní grantové agentury MZ ČR.
- Prokešová, Ludmila (+ spoluřešitelka grantu: Žádníková, Raja). Studium imunologických vlastností kolostra a mléka zdravých a alergických matek a jejich vztah k imunitě novorozence. Praha: Iga MZ ČR, 2007; 112 l. Závěrečná zpráva o řešení grantu Interní grantové agentury MZ ČR.

## Otisk života Raji Žádníkové

### Friedl Dicker-Brandeisová
Život dětí v židovském ghettu v Terezíně měl svá přísná pravidla. Židovské děti a mládež nesměly být podle výnosu protektorátního ministra školství vzdělávány a dvanáctileté a starší měly v ghettu také pracovat. Přes hrozící tresty a další překážky zákaz aktivně porušovali jak vychovatelé, tak děti. Do tajné výuky se zapojila také rakouská a československá výtvarnice a učitelka – akademická malířka Friedl Dicker-Brandeisová (1898–1944), která byla do Terezína deportována v prosinci 1942. Učila především dívky z Jugendheimu (krom toho učila také některé hochy, mezi něž patřil například výtvarně a literárně talentovaný čtrnáctiletý Petr Ginz – šéfredaktor literárního časopisu Vedem vydávaného v letech 1942 až 1944 skupinou židovských chlapců v terezínském ghettu) a při výuce zastávala názor, že kreslení je pro děti prostředkem vyjadřování a zároveň jistou formou arteterapie, která pomáhá dětem zpracovat tíživé zážitky (např. odloučení od rodiny apod.). Mladší děti nechávala volně tvořit a experimentovat s různými výtvarnými technikami i když se při výuce musela potýkat s nedostatkem vhodných pomůcek. Tematicky byla díla židovských dětí velmi různorodá: od nejrůznějších krajin, zvířat, květin a pohádek obsahovala vzpomínky na život před deportací, sny o budoucím životě po válce i výjevy z drsné reality života v ghettu.[zdroj?]

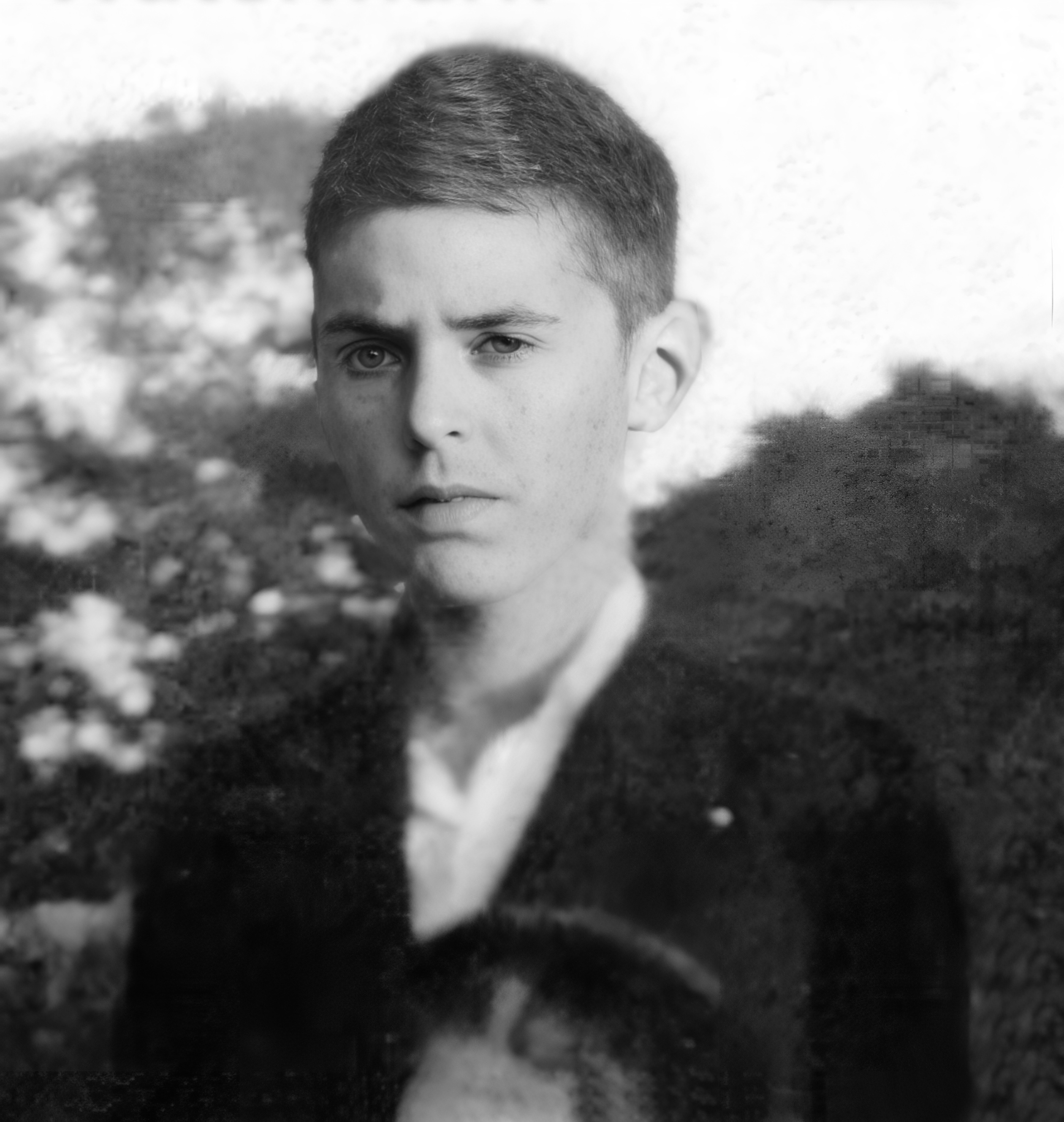
Šéfredaktor dětského časopisu Vedem Petr Ginz (1928–1944)
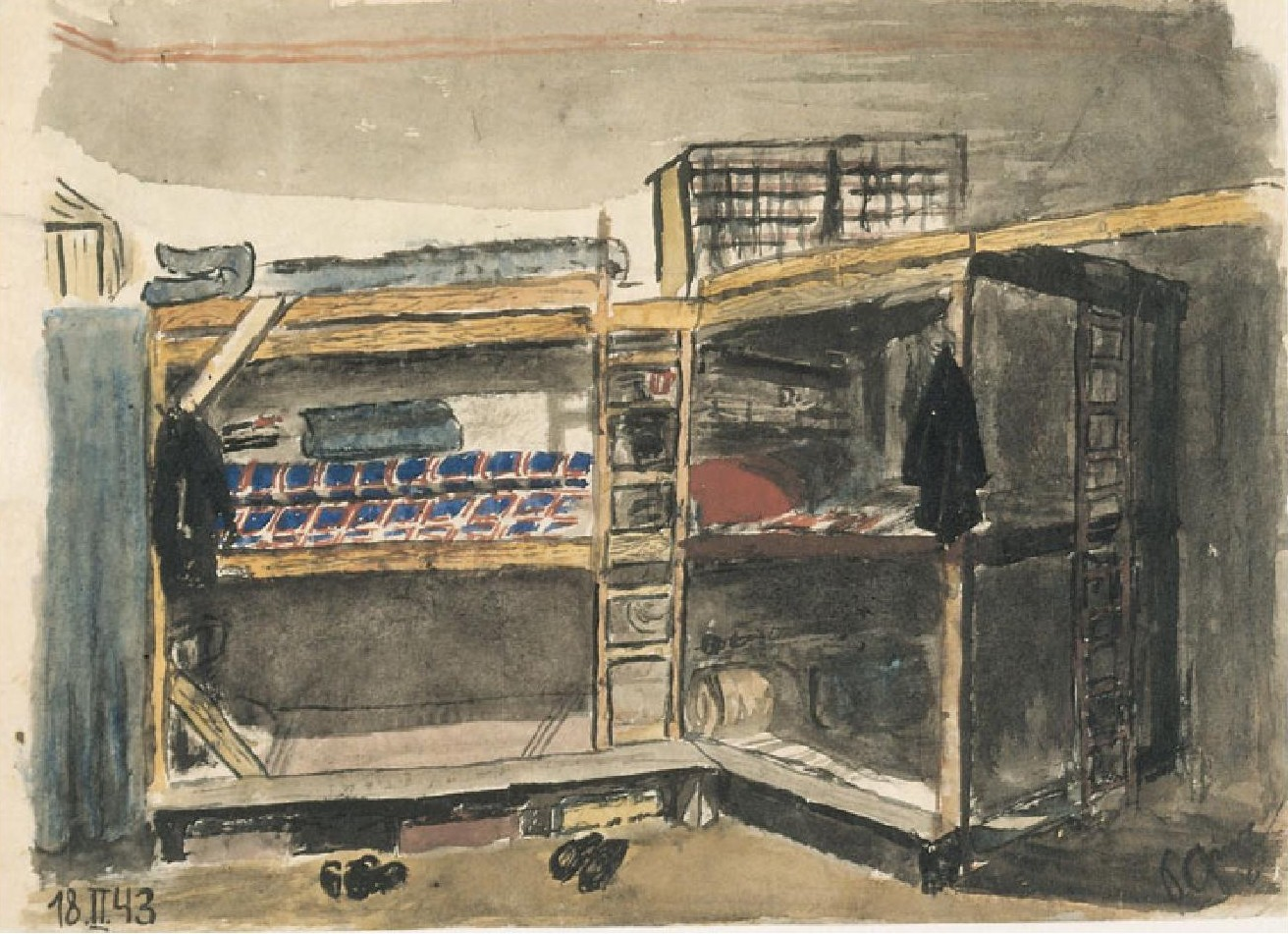
Interiér obytné místnosti v ghettu; autor Petr Ginz, rok 1943
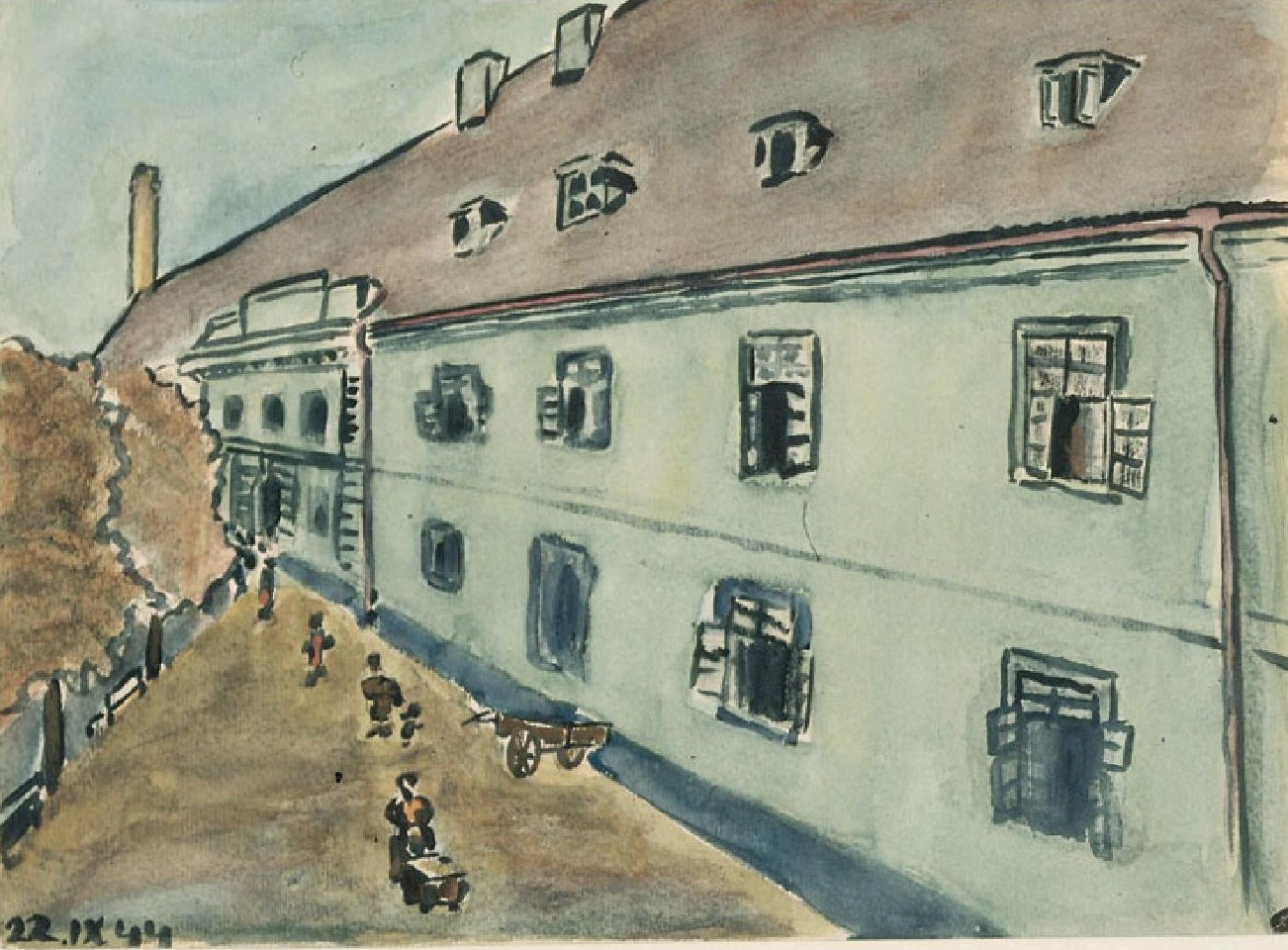
Ulice v Terezíně (Petr Ginz, akvarel, inkoust a tužka na papíře, rok 1944
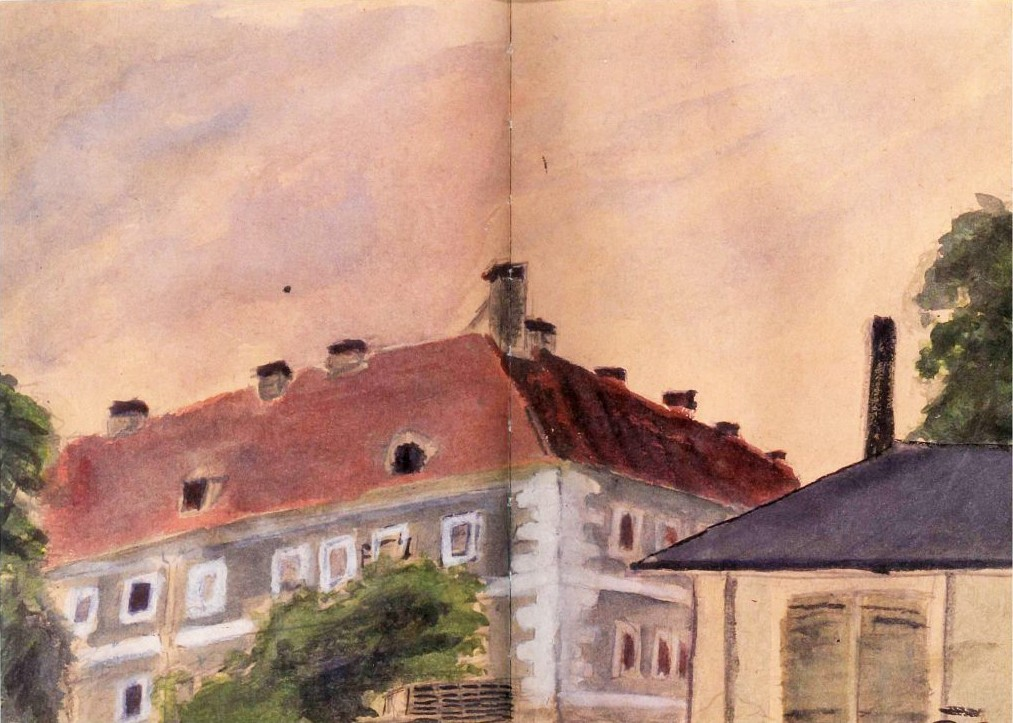
Petr Ginz – Pohled na Hamburské kasárny v Terezíně (cca 1944)
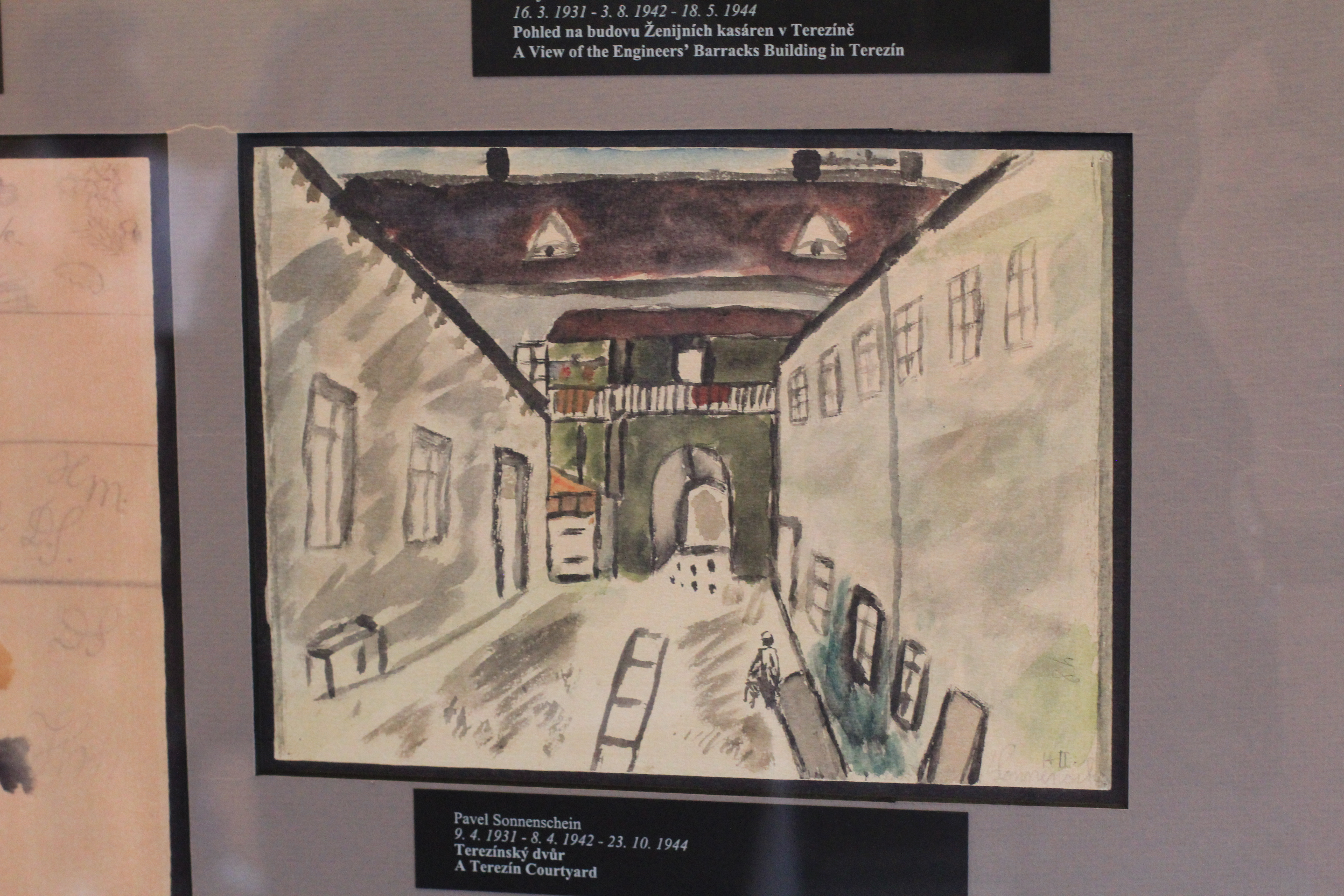
Terezínský dvůr; dětský autor: Pavel Sonnenschein (* 9. dubna 1931 – 23. října 1944)

### Willy Groag
Dříve než Friedl Dicker Brandeisová nastoupila v říjnu 1944 do transportu do koncentračního tábora v Osvětimi, soustředila dětské kresby z let 1942 až 1944 do dvou kufrů a předala je Willy Groagovi (1914–2001), tehdejšímu vedoucímu dívčího domova mládeže, který je ukryl na půdě. Po osvobození Terezína přeživší Willy Groag vyzvedl kresby z úkrytu, odvezl je do Prahy a věnoval pražské židovské obci. Odtud se soubor kreseb dostal (po žádosti Hany Volavkové) do depozitáře pražského Židovského muzea.[zdroj?]

### Hana Volavková
Po skončení druhé světové války se stala první poválečnou ředitelkou Židovského muzea v Praze česká historička umění Hana Volavková (1904–1985). Když v roce 1950 převzal muzejní sbírky Československý stát musela profesionalizovat Židovské muzeum a „uhájit jeho místo na slunci“ i v totalitní atmosféře komunistického režimu, který nebyl nikterak nakloněn židovským historickým tématům. Jedním z jejích velkých projektů bylo právě představení a propagace souboru dětských kreseb z let 1942 až 1944 z židovského ghetta v Terezíně:

### Jiří Weil
- V červnu 1955 se v rámci I. celostátní československé spartakiády uskutečnila první výstava kreseb dětí z Terezínského ghetta.
- V říjnu 1956 se tato výstava opakovala v Paříži.
- V roce 1958 byl v Československu natočen krátkometrážní 14 minutový dokumentární film o životě židovských dětí v Terezíně v režii Miro Bernata s názvem Motýli tady nežijí.[18] Titul tohoto filmu byl inspirován básní Motýl ze sbírky I never saw another butterfly (Nikdy jsem neuviděl dalšího motýla). Báseň Motýl od židovského chlapce Pavla Friedmana (1921–1944) vznikla v Terezíně, dochovala se a končí slovy: „motýla jsem tu neviděl / ten tenkrát byl poslední / motýli tady nežijí / v ghettu.“ („That butterfly was the last one. / Butterflies don't live in here, / In the ghetto“).[19] Film byl založen na kresbách terezínských dětí, spoluautorem scénáře byl český spisovatel, literární kritik, novinář a překladatel židovského původu Jiří Weil (1900–1959).
- Státní Židovské muzeum v Praze v roce 1959 vydalo osmdesátistránkový sborník složený z vybraných básní a kreseb dětí z terezínského ghetta. Sborník nesl příznačný název Dětské kresby na zastávce k smrti: Terezín 1942-1944, jeho editorkou byla Hana Volavková a doslov ke knize napsal Jiří Weil.[p. 5]
- V roce 1964 byla publikace Dětské kresby na zastávce k smrti: Terezín 1942-1944 v anglickém překladu vydána (jako 1. vydání v angličtině) nakladatelskou společností McGraw-Hill Book Company.

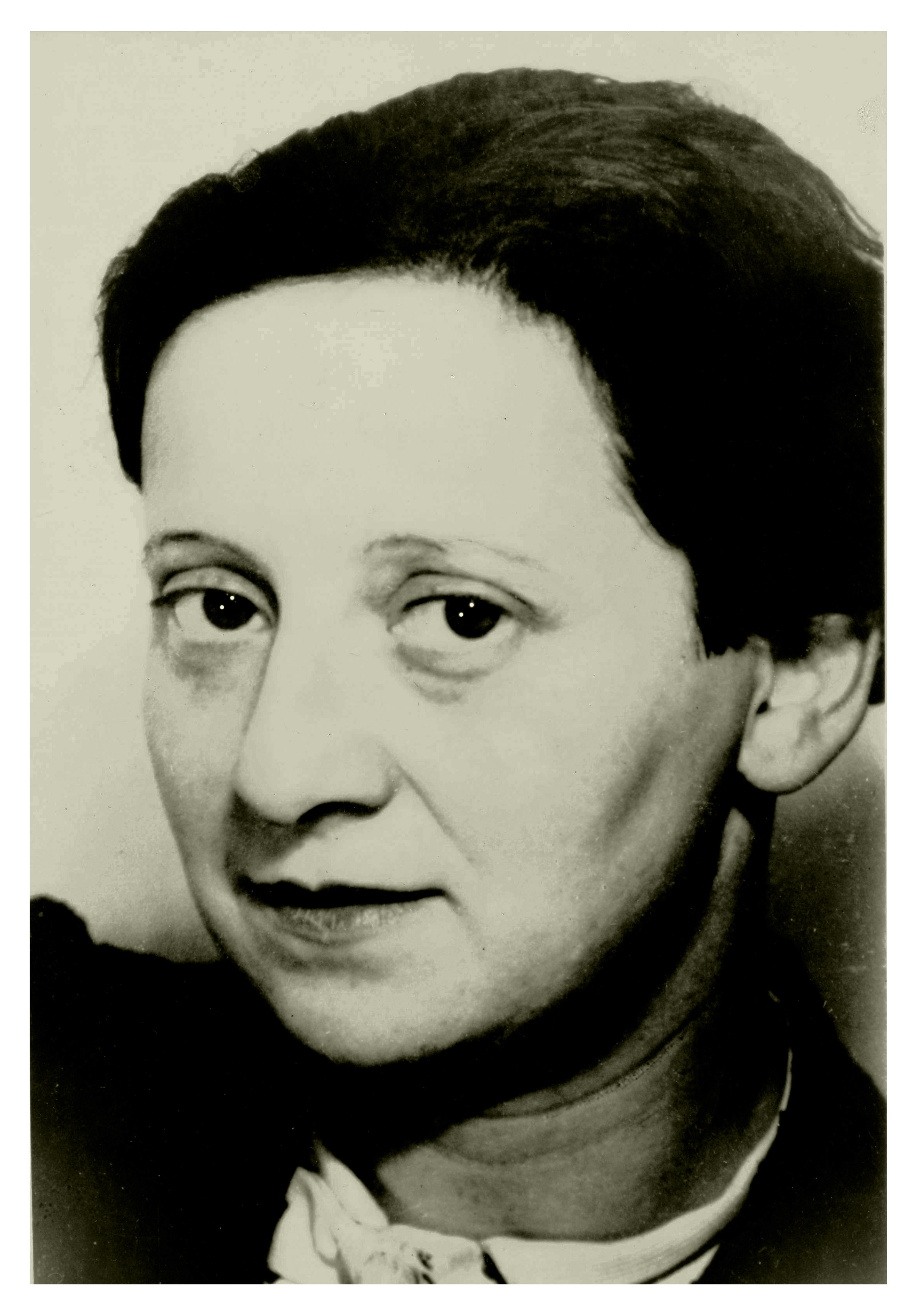
Friedl Dicker-Brandeisová
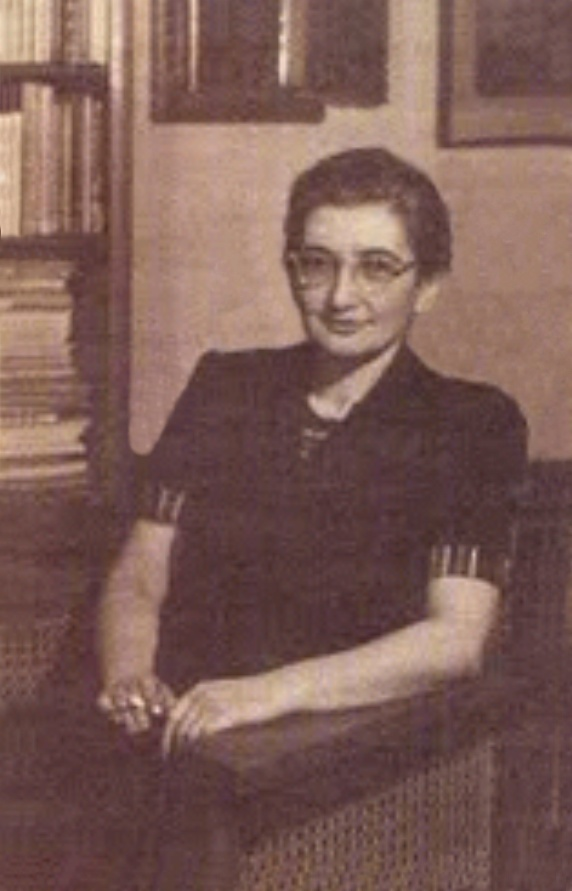
Hana Volavková
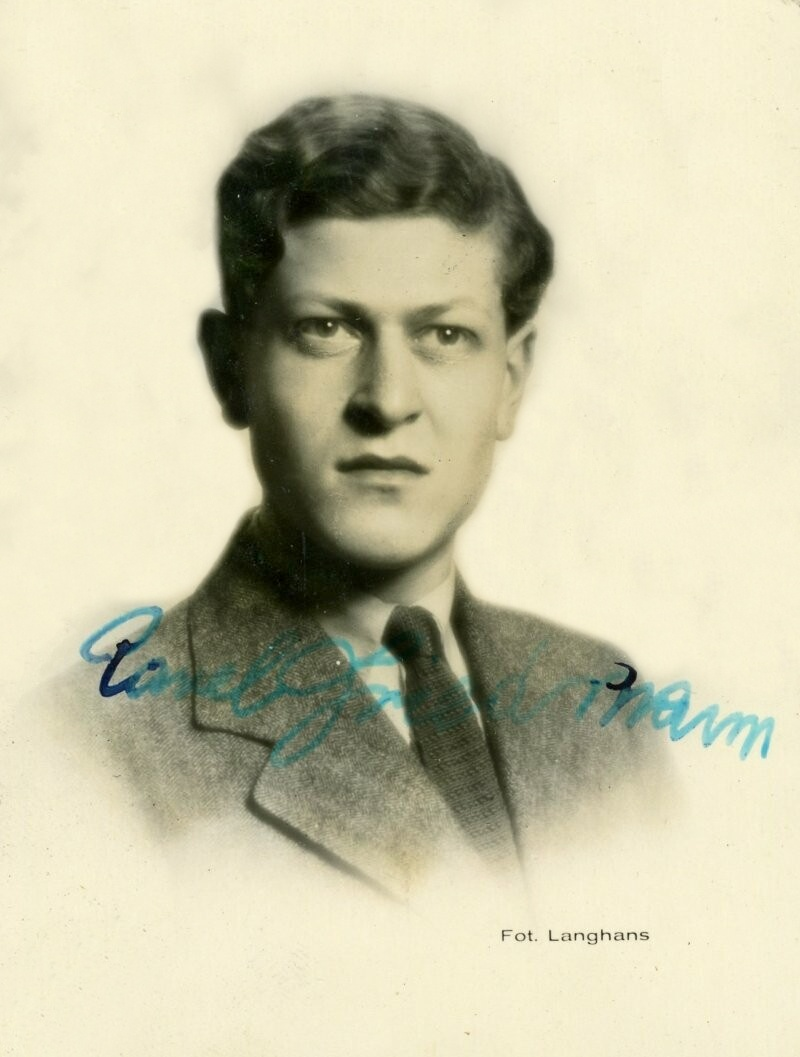
Pavel Friedman
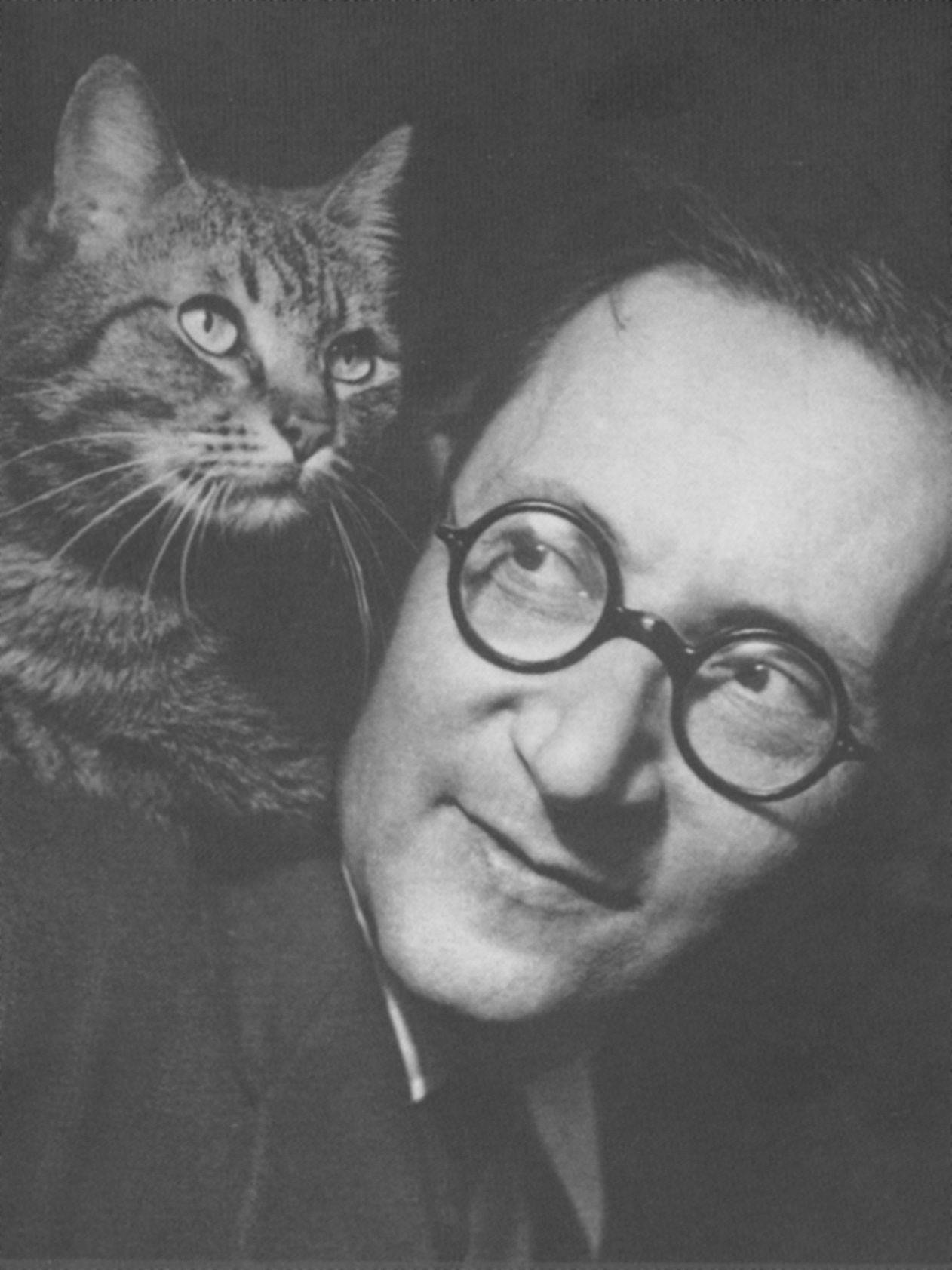
Jiří Weil

### Raja Engländerová
V knize Dětské kresby na zastávce k smrti: Terezín 1942-1944 je na straně 44 ofotografována kresba (s názvem Fantasie) původně provedenou tužkou na tónovaném papíře. Autorkou této kresby, jejíž původní velikost je 22 x 28,6 cm je Raja Engländerová. (Originál kresby je uchováván v depozitáři Židovského muzea v Praze pod inventářním číslem 125.433 a je opatřen vpravo dole popisem „Raja 25“, který tam zapsala rukopisem učitelka Friedl Dicker - Brandejsová.)
Na konci publikace na straně 71 je pak uveden popis k této kresbě s vysvětlením, že v depozitáři Židovského muzea v Praze je dalších 23 děl Raji Engländerové (převážně akvarely a kresby tužkou datovaných do časového intervalu duben 1944 až květen 1944). Kromě konstatování, že Raja (narozená 25. srpna 1929) byla deportována do Terezína 30. ledna 1942 a že tam bydlela v domově číslo 25 byla uvedena i klíčová informace: Po osvobození se vrátila do Prahy.

### Celeste Raspanti

„Nikdy jsem neviděl dalšího motýla“ ..... „motýla jsem tu neviděl /
ten tenkrát byl poslední / motýli tady nežijí / v ghettu

Celeste Raspanti se narodila 10. září 1928 v Chicagu do rodiny s italskými kořeny. O psaní se začala zajímat od roku 1943, kdy zvítězila ve středoškolské soutěži o nejlepší esej. Z bývalé jeptišky a vysokoškolské profesorky (nyní v důchodu, publikující články ve vědeckých a odborných časopisech a žijící v Saint Paulu ve státě Minnesota v USA) se postupem času propracovala do kategorie amerických dramatiček poté, co publikovala několik celovečerních a jednoaktových her (některé s tematikou holocaustu).[zdroj?]
V roce 1967 v Chicagu objevila Celeste Raspanti v knihkupectví knihu s názvem Dětské kresby na zastávce k smrti: Terezín 1942-1944 v anglickém překladu a ke konci publikace ji u stručného životopisu Raji Engländerové zaujala poslední věta: „Po osvobození se vrátila do Prahy“. Kontaktovala Židovskou obec v Praze a jejím prostřednictvím se „na dálku korespondenčně“ seznámila s Rajou Žádníkovou, které se svěřila se svým úmyslem: napsat podle knihy a na motivy životního příběhu Raji divadelní scénář s hlavní hrdinkou Rajou. Dokončenou hru poslala autorka k opoznámkování Raje do Prahy. Nakonec přijela Celeste Raspanti do Prahy konzultovat scénář, obě ženy pak společně navštívily Terezín a spřátelily se.
Divadelní hra s názvem I Never Saw Another Butterfly měla premiéru v roce 1967 v americkém Milwaukee ve státě Wisconsin a Raja Žádníková po představení debatovala s dětskými herci. Představení v zahraničí pak absolvovala Raja ještě vícekrát. (Hra se v průběhu času uváděla v různých místech od Aljašky po Havaj.) Divadelní hru v Terezíně sehráli dětští herci z Českého Těšína. Hra Celeste Raspanti byla převedena do podoby stejnojmenného (I Never Saw Another Butterfly) muzikálu k němuž texty napsal Joseph Robinette (autor a spoluautor více než 50 divadelních her a muzikálů) a autorkou muzikálové hudby byla skladatelka E. A. Alexander.